# Eurystyles crocodilus
Eurystyles crocodilus är en orkidéart som beskrevs av Dariusz Lucjan Szlachetko. Eurystyles crocodilus ingår i släktet Eurystyles och familjen orkidéer. Inga underarter finns listade i Catalogue of Life.